# Carl H. Brans

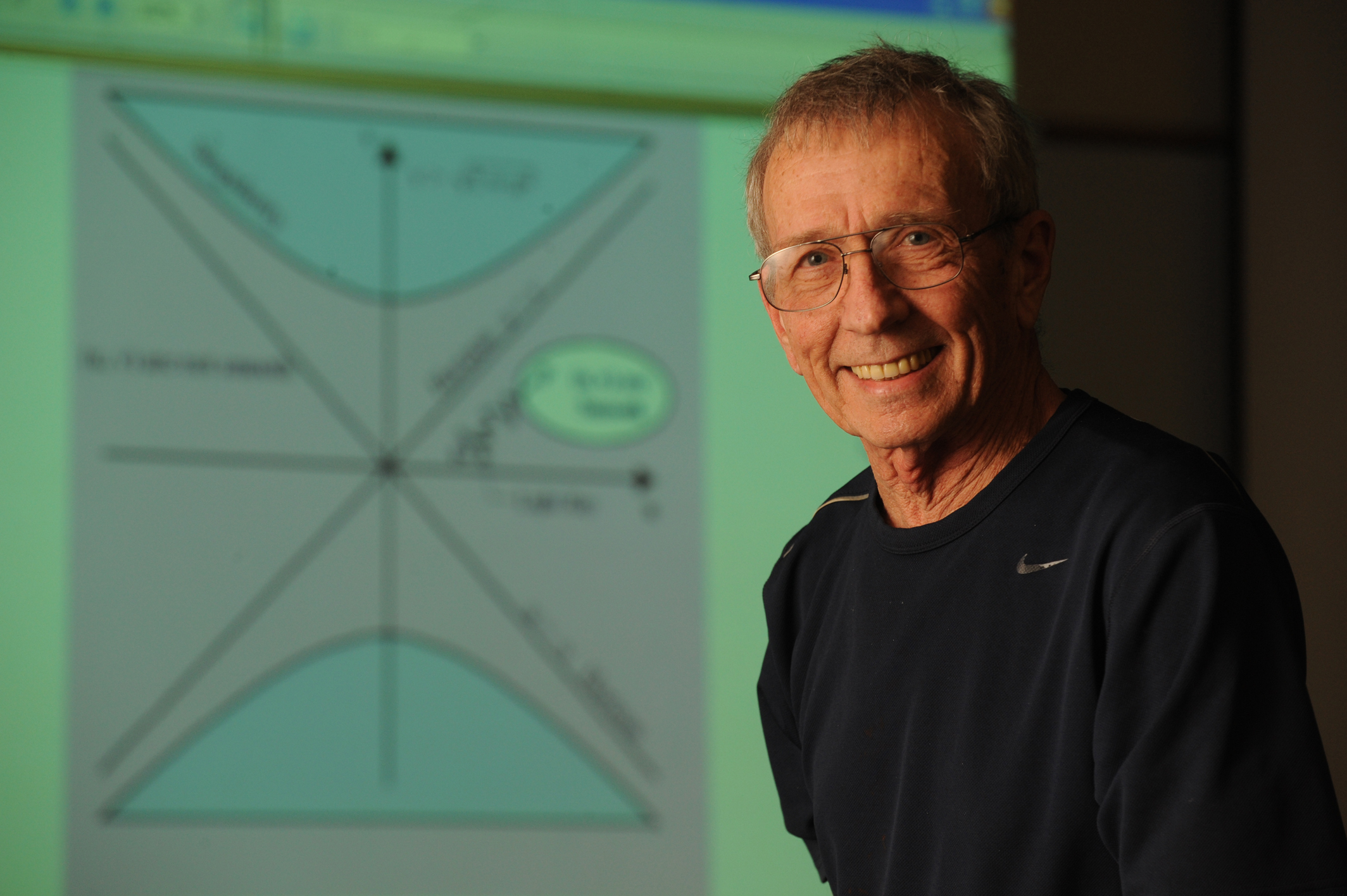
Carl H. Brans (2011)

Carl Henry Brans (* 13. Dezember 1935 in Dallas) ist ein US-amerikanischer theoretischer Physiker.
Carl H. Brans studierte an der Loyola University in New Orleans  (Bachelor 1957) und wurde 1961 an der Princeton University bei Robert Henry Dicke promoviert. Der Gegenstand der Dissertation war eine Modifikation der allgemeinen Relativitätstheorie, die heute als Brans-Dicke-Theorie bekannt ist. Später wandte Brans sich fundamentalen Fragen in der Quantenlogik sowie in der numerischen Simulation der allgemeinen Relativitätstheorie zu. Seit 1992 beschäftigt er sich mit den topologischen Besonderheiten in 4-dimensionalen Mannigfaltigkeiten, die unter dem Begriff „Exotic Smoothness“ bekannt sind. Brans wurde 1960 Instructor an der Loyola University, wo er 1970 eine volle Professur in Theoretischer Physik erhielt. 1973/74 war er Gastprofessor an der Princeton University und seit 1993 war er Gastwissenschaftler am Institute for Advanced Study. Seit 2008 ist Brans emeritiert.
Er ist seit 1957 verheiratet und hat vier Kinder.